# Pouteria rufotomentosa
Pouteria rufotomentosa là một loài thực vật thuộc họ Sapotaceae. Đây là loài đặc hữu của Guatemala.